# 翰林大院
翰林大院，位于中国云南省丽江市古城区大研街道七一街兴文巷71号，建于清。
2011年3月9日，翰林大院公布为县级文物保护单位。